# Jepelacio (distrito)
Jepelacio é um distrito do Peru, departamento de San Martín, localizada na província de Moyobamba.

## Transporte
O distrito de Jepelacio é servido pela seguinte rodovia:
- SM-100, que liga o distrito de San Jose de Sisa à cidade de Moyobamba
- PE-5N, que liga o distrito de Chanchamayo (Região de Junín) à Ponte Integración (Fronteira Equador-Peru) - e a rodovia equatoriana E682 - no distrito de Namballe (Região de Cajamarca)  [1][2][3]